# Hướng nội và hướng ngoại

Biểu đồ so sánh đặc điểm của hướng nội và hướng ngoại

Các đặc điểm tính cách hướng ngoại và hướng nội là một phương diện quan trọng trong một số lý thuyết về tính cách con người. Mặc dù các thuật ngữ hướng nội và hướng ngoại được truyền bá vào lĩnh vực tâm lý học bởi nhà tâm lý học Carl Jung, hiện nay, quan niệm của công chúng và cách ứng dụng trong tâm lý học của chúng không thống nhất. Tính hướng ngoại có xu hướng biểu lộ ở hành vi đi lại, nói năng tràn đầy năng lượng trong khi đó hướng nội thể hiện hành vi kín đáo hơn, một mình. Hầu như tất cả các mô hình nhân cách toàn diện bao gồm các khái niệm này dưới nhiều hình thức khác nhau. Các ví dụ gồm đặc điểm tính cách Big Five, tâm lý học phân tích của Jung, mô hình tính cách 3 yếu tố của Hans Eysenck, 16 nhân tố nhân cách của Raymond Cattell, Bảng liệt kê Nhân cách đa chiều Minnesota và Trắc nghiệm tính cách Myers-Briggs.
Người hướng ngoại có xu hướng thích giao lưu, quyết đoán tốt và thường quan tâm đến những yếu tố gây phấn khích như màu sắc, âm thanh, sự chuyển động. Những người hướng ngoại dễ gần và giao lưu, họ thường tỏ ra thích thú với xung quanh và luôn lạc quan, nhiệt tình. Ngược lại, người hướng nội thường kín đáo, dè dặt hơn, họ ít đi lại và ít hòa đồng. Người hướng nội không nhất thiết là người cô đơn nhưng họ thường có xu hướng hài lòng với việc có ít bạn bè. Những người hướng nội thường không ưu tiên các hoạt động giao tiếp xã hội nhưng không có nghĩa là họ lo lắng hay nhút nhát mà đơn thuần là không ưa các hoạt động này, nhưng cũng có một vài ngoại lệ rằng những người hướng nội có đôi lúc cảm thấy ngột ngạt, bối rối, ngại ngùng khi nói chuyện với một người nào đó xa lạ. Một người có thể có tính cách hoàn toàn hướng nội, hướng ngoại hoặc cân bằng giữa cả hai.
Hướng ngoại và hướng nội thường được xem như một đơn thể liên tục (triết học), vì vậy người có xu hướng hướng ngoại nhiều hơn thì hướng nội sẽ ít đi. Carl Jung và các tác giả của Myers-Briggs đã cung cấp nhiều quan điểm khác nhau và cùng khẳng định rằng mỗi con người đều có mặt hướng ngoại và mặt hướng nội, với một mặt trội hơn mặt còn lại.

## Sự đa dạng

### Hướng ngoại
Hướng ngoại là "những hành động, trạng thái hay thói quen chủ yếu quan tâm tới việc làm vừa lòng những người khác. Họ có xu hướng thích thú khi tương tác, giao tiếp với con người và nói chung là nói nhiều, nhiệt tình, thích giao lưu và quyết đoán. Họ vui khi được tham gia các hoạt động có nhiều người như tiệc tùng, hoạt động cộng đồng, các cuộc biểu tình công cộng, kinh doanh và các nhóm chính trị. Chính trị, giảng dạy, bán hàng, quản lý và môi giới là những lĩnh vực thích hợp với những người hướng ngoại. Một người hướng ngoại thích và trở nên tràn đầy sinh lực khi ở trong các nhóm lớn và thời gian khi ở một mình là ít thú vị và nhàm chán đối với họ.

### Hướng nội
Hướng nội là "khuynh hướng chủ yếu hoặc hoàn toàn quan tâm đến cuộc sống tinh thần của bản thân người đó". Người hướng nội là người năng lượng có xu hướng mở rộng khi suy nghĩ và cảm thấy ngượng khi phải giao tiếp với những người lạ. Những người hướng nội thường kín đáo và ít nói trong những nhóm đông. Họ thường có niềm vui trong các hoạt động đơn độc như đọc sách, viết, âm nhạc, vẽ, mày mò, xem phim, chơi game và sử dụng máy tính cùng với một số các hoạt động riêng biệt ngoài trời như câu cá hay đi bộ. Trong thực tế, các trang web mạng xã hội đã phát triển mạnh và trở thành ngôi nhà cho những người hướng nội trong thế kỉ 21, nơi họ được thoát khỏi các thủ tục cư xử của xã hội và có thể thoải mái viết blog về những cảm xúc riêng tư mà bình thường họ không để lộ. Hầu hết tất cả các nhà họa sĩ, nhà văn, nhà điêu khắc, kiến trúc sư, nhà soạn nhạc và phát minh đều là những người hướng nội. Người hướng nội thường thích thú khi được tận hưởng thời gian một mình hoặc cùng với một số người bạn thân hơn là với những nhóm đông người. Sự thật là khi gặp một vấn đề lớn hay một việc quan trọng cần độ tin tưởng tối đa, người hướng nội là sự lựa chọn xứng đáng cho những việc đó. Họ thường ưu tiên tập trung vào một hoạt động duy nhất tại một thời điểm và thích được quan sát tình huống trước khi tham gia, họ có trí tưởng tượng phong phú và thường có nhiều phân tích trước khi nói. Những người hướng nội có thể dễ dàng bị choáng ngợp bởi sự kích thích từ các cuộc gặp mặt hay giao tiếp xã hội có quá nhiều người tham gia.
Không nên nhầm người hướng nội với người nhút nhát, người bị "xã hội ruồng bỏ" hoặc thậm chí người mắc bệnh trầm cảm, họ chọn cuộc sống đơn độc thay vì các hoạt động giao tiếp theo sở thích còn người nhút nhát - có thể là người hướng ngoại lại xa lánh giao tiếp vì sợ hãi và người bị "xã hội ruồng bỏ" hay mắc bệnh thì không có sự lựa chọn.

### Ambiversion
Mặc dù rất nhiều người xem hướng ngoại và hướng nội là một câu hỏi chỉ với hai lời đáp: đúng hoặc sai, phần lớn các học thuyết tính cách hiện đại (ví dụ: the Big Five) giới hạn các cấp của hướng ngoại-hướng nội (extraversion-introversion) là một phần liên tục của thước đo tính cách con người. Ambiversion là một thuật ngữ dùng để mô tả những người nằm giữa hai nhóm hướng ngoại và hướng nội. Họ có thể thấy thoải mái trong những đám đông hoặc ưa thích giao lưu, nhưng cũng cần tận hưởng thời gian một mình và tránh xa những đám đông.

## Thước đo tính cách
Hướng nội-hướng ngoại (extraversion-introversion) thường được đo bằng một bản tự báo cáo. Một bản câu hỏi sẽ hỏi nếu người thí sinh đồng ý hoặc không đồng ý. Hãy tưởng tượng một bảng câu hỏi gồm mười câu "đồng ý hay không đồng ý". Ở 5 câu hỏi đầu tiên, đồng ý cho thấy xu hướng hướng ngoại và ở 5 câu hỏi cuối cùng, đồng ý cho thấy xu hướng hướng nội. Năm người đưa câu hỏi này và trả lời như sau:
|                                                            | Bảo              | Quang           | Linh                                     | Huy           | Anh            |
| ---------------------------------------------------------- | ---------------- | --------------- | ---------------------------------------- | ------------- | -------------- |
| Tôi là trái tim của buổi tiệc                              | Đúng             | Đúng            | Đúng                                     | Sai           | Sai            |
| Tôi thích là trung tâm của sự chú ý.                       | Đúng             | Sai             | Đúng                                     | Sai           | Sai            |
| Tôi có kỹ năng tốt trong việc xử lý các tình huống xã hội. | Đúng             | Đúng            | Đúng                                     | Sai           | Sai            |
| Tôi thích ở nơi có nhiều hoạt động diễn ra.                | Đúng             | Đúng            | Sai                                      | Đúng          | Sai            |
| Tôi có thể kết bạn mới dễ dàng                             | Đúng             | Đúng            | Sai                                      | Đúng          | Sai            |
| Tôi im lặng xung quanh người lạ.                           | Sai              | Sai             | Đúng                                     | Sai           | Đúng           |
| Tôi không muốn gây sự chú ý đến bản thân mình.             | Sai              | Đúng            | Đúng                                     | Đúng          | Đúng           |
| Tôi không thích tiệc tùng vào cuối tuần.                   | Sai              | Sai             | Đúng                                     | Đúng          | Đúng           |
| Tôi thích làm việc độc lập.                                | Sai              | Đúng            | Sai                                      | Đúng          | Đúng           |
| Tôi thường thích được tận hưởng thời gian một mình.        | Sai              | Sai             | Sai                                      | Đúng          | Đúng           |
| Điểm                                                       | 100% Hướng ngoại | 70% Hướng ngoại | 50% Hướng ngoại 50% Hướng nội (Ambivert) | 70% Hướng nội | 100% Hướng nội |

Trong ví dụ này, Bảo và Quang là người hướng ngoại, Huy và Anh là người hướng nội còn Linh là người cân bằng giữa hai bên, ambiverted.

## Nguyên nhân

### Học thuyết Jungian
Theo Carl Jung, hướng nội và hướng ngoại được quy cho hướng của năng lượng tâm linh. Nếu năng lượng tâm linh của một người thường chảy ra ngoài thì người đó là người hướng ngoại, còn khi năng lượng đó chảy vào trong thì đó là người hướng nội. Những người hướng ngoại cảm thấy tràn trề sinh lực khi giao tiếp với một nhóm người lớn nhưng lại thấy giảm năng lượng khi ở một mình. Ngược lại, người hướng nội cảm thấy mệt mỏi khi bị bao quanh bởi những người khác nhưng giàu sinh lực và thoải mái khi ở một mình.